# Carin ter Beek
Carin Anuschka (Carin) ter Beek (Groningen, 29 december 1970), is een Nederlandse roeister. Ze nam eenmaal deel aan de Olympische Spelen en won hierbij één medaille.
In 2000 maakte ze haar olympische debuut op de Olympische Spelen van Sydney. Bij het roeionderdeel "Acht met stuurvrouw" plaatste ze zich in de finale, waarbij ze met 6.09,39 genoegen moest nemen met een zilveren plak. Het goud ging naar de Roemeense roeiploeg, die in 6.06,44 over de finish kwam.
Ze studeerde architectuur en was aangesloten bij D.S.R. Proteus-Eretes in Delft.

## Palmares

### roeien (vier zonder stuurvrouw)
- 1996: 7e WK in Glasgow - 7.04,24
- 1998:  WK in Keulen - 6.32,73
- 2001:  WK in Luzern - 6.30,81

### roeien (dubbel vier)
- 1997: 6e Wereldbeker I in München - 7.37,09
- 1997: 7e WK in Aiguebelette - 6.48,37
- 2001: 4e Wereldbeker II in Sevilla - 6.50,26
- 2001: 5e Wereldbeker IV in München - 6.54,10

### roeien (acht met stuurvrouw)
- 1999:  Wereldbeker I in Hazewinkel - 6.28,83
- 1999:  Wereldbeker III in Luzern - 6.04,20
- 1999: 4e WK in St. Catharines - 6.55,57
- 2000:  Wereldbeker I in München - 6.33,93
- 2000: 4e Wereldbeker III in Luzern - 6.15,13
- 2000:  OS in Sydney - 6.09,39
- 2001: 8e WK in Luzern - 6.20,80

Anneke Venema · 
Carin ter Beek · 
Nelleke Penninx · 
Pieta van Dishoeck · 
Eeke van Nes · 
Tessa Appeldoorn · 
Marieke Westerhof · 
Elien Meijer · 
Martijntje Quik (stuurvrouw)